# 아이즈밍
아이즈밍(艾知命, 애지명)은 국민정부 시대 중화민국 초기 정치가이다.
청나라 허베이 성 청더에서 출생하였으며 아명(兒名)은 아이밍(艾茗, 애명)이고 지난날 한때 청나라 저장 성 항저우에서 잠시 유아기를 보낸 적이 있는 그는 1913년 당시 국민정부 초기 시대 중화민국 중앙정치회의 의원을 지냈지만 흥중회 및 동맹회(중국국민당의 전신) 당원이 아닌 그야말로 비당원 출신 정치가였다.